# Connor Bell
Connor Bell (* 21. Juni 2001 in Auckland) ist ein neuseeländischer Leichtathlet, der sich auf den Diskuswurf spezialisiert hat und aktuell Inhaber des Landesrekordes ist.

## Sportliche Laufbahn
Erste internationale Erfahrungen sammelte Connor Bell im Jahr 2017, als er bei den Commonwealth Youth Games in Nassau mit einer Weite von 63,17 m die Goldmedaille mit dem leichteren 1,5-kg-Diskus gewann. Im Jahr darauf startete er bei den Olympischen Jugendspielen in Buenos Aires und gewann auch dort die Goldmedaille. 2021 siegte er mit 63,64 m beim Christchurch International Track Meet und im Jahr darauf siegte er mit 57,51 m bei den Ozeanienmeisterschaften in Mackay. Anschließend belegte er bei den Commonwealth Games in Birmingham mit 60,23 m den achten Platz. 2023 siegte er mit 64,65 m beim Christchurch International Track Meet sowie mit 66,23 m beim Maurie Plant Meet – Melbourne. Im August erreichte er bei den Weltmeisterschaften in Budapest das Finale und belegte dort mit 63,23 m den zehnten Platz. Im Jahr darauf siegte er mit 65,18 m beim Maurie Plant Meet und verbesserte im April in den Vereinigten Staaten den Landesrekord auf 68,10 m. Im August nahm er an den Olympischen Sommerspielen in Paris teil und schied dort mit 62,88 m in der Qualifikationsrunde aus.
In den Jahren von 2021 bis 2024 wurde Bell neuseeländischer Meister im Diskuswurf.